# Prom Night III: The Last Kiss
Prom Night III: The Last Kiss es una película de comedia y terror de 1990 que forma parte de la serie de películas, siendo la tercera entrega de la franquicia Prom Night dedicada al espíritu demoníaco de Mary Lou Maloney. Es la única entrega que se aparta, estrictamente hablando, del terror en el que se inscribe la serie y más bien parodia a las películas anteriores. Lanzada en cines el 1 de junio de 1990, fue seguida por una tercera secuela, Prom Night IV: Deliver Us from Evil.

## Argumento

### Trama
Después de los sucesos de la película anterior, Mary Lou Maloney escapa de su dimensión y vuelve una vez más a la tierra de los vivos. Allí conoce a Alex Grey, lo ayuda a convertirse en jugador de fútbol americano y pasar los exámenes, coqueteando con él y hasta que se hacen amantes. Pero Mary asesinará a todos los que se cruzan en el camino de Alex hasta llegar a la fiesta de graduación en la secundaria Hamilton High School.

## Reparto
- Tim Conlon como Alex Grey.
- Cynthia Preston como Sarah Monroe (acreditada como Cyndy Preston).
- David Stratton como Shane Taylor.
- Courtney Taylor como Mary Lou Maloney.
- Dylan Neal como Andrew Douglas.
- Jeremy Ratchford como Leonard Welsh.
- Roger Dunn como Sr. Weatherall
- Tom Nursall como el entrenador.